# Agata Yi Kan-nan
Św. Agata Yi Kan-nan (ko. 이간난 아가다) (ur. 1813 w Seulu, zm. 20 września 1846 tamże) – męczennica, święta Kościoła katolickiego.
Rodzice Agaty Yi Kan-nan nie byli chrześcijanami. W wieku 18 lat Agata Yi Kan-nan wyszła za mąż, ale owdowiała już po 2 latach. Wśród jej krewnych byli katolicy, którzy uczyli ją religii. Została ochrzczona razem z matką i bratem. Nie podobało się to jej ojcu, który odesłał żonę i syna do prowincji Gyeongsang, a ją do domu zmarłego męża. Po uzbieraniu odpowiedniej kwoty Agata Yi Kan-nan kupiła sobie dom. Została aresztowana podczas prześladowań katolików w Korei 10 lipca 1846 roku w domu Karola Hyŏn Sŏng-mun razem z Teresą Kim Im-i, Katarzyną Chŏng Ch’ŏr-yŏm i Zuzanną U Sur-im. Pomimo tortur Agata Yi Kan-nan nie wyrzekła się wiary. Zmarła w więzieniu 20 września 1846 roku.
Dzień jej wspomnienia przypada 20 września (w grupie 103 męczenników koreańskich).
Beatyfikowana 5 lipca 1925 roku przez Piusa XI, kanonizowana 6 maja 1984 roku przez Jana Pawła II w grupie 103 męczenników koreańskich.